# Ото Пипер
Ото Пѝпер (Карл Хайнрих Кристоф, на немски: Otto Piper (Karl Heinrich Christoph), 22 декември 1841 – 23 февруари 1921) е смятан за основателя на научното изследване на замъците, заедно със своя колега Карл Аугуст фон Кохаузен.